# Cacoides
Cacoides is een geslacht van libellen (Odonata) uit de familie van de rombouten (Gomphidae).

## Soorten
Cacoides omvat 1 soort:
- Cacoides latro (Erichson, 1848)